# Biographie de Dame Ren
La biographie de Dame Ren (Renshi zhuan 任氏傳) écrite par Shen Jiji (沈既济) (vers 740 - 799), raconte l'histoire d'un certain Zheng 鄭氏 qui tombe amoureux d’une femme, à Chang'An. Il poursuit sa relation avec elle alors même qu’il a appris qu’elle était en fait un renarde. La renarde permet à son compagnon de devenir riche et important, et aide le patron de celui-ci à obtenir toutes les femmes qu’il désire. Un jour qu’elle fait route avec Zheng alors qu’il s’en va prendre un poste en province, ils rencontrent des chiens de chasse élevés pour l’empereur. La renarde reprend sa forme primitive, elle tente de s’enfuir et elle est tuée. Le récit, qui se présente comme une relation exacte de faits historiques, se termine sur des considérations sur la valeur des gens : cette renarde, quoique animale, avait de grandes qualités humaines, et son compagnon ne la valait pas, qui ne sut pas la conserver comme elle l’eût mérité.